# Culverhay Castle
Culverhay Castle är ett slott i Storbritannien.   Det ligger i kommunen Bath and North East Somerset och riksdelen England, i den södra delen av landet, 160 km väster om huvudstaden London. Culverhay Castle ligger 57 meter över havet.
Terrängen runt Culverhay Castle är platt åt sydväst, men åt nordost är den kuperad. Runt Culverhay Castle är det tätbefolkat, med 493 invånare per kvadratkilometer. Närmaste större samhälle är Bristol, 16,5 km nordväst om Culverhay Castle. Runt Culverhay Castle är det i huvudsak tätbebyggt.